# Agrilus jum
Agrilus jum – gatunek chrząszcza z rodziny bogatkowatych i podrodziny Agrilinae.
Gatunek ten opisany został w 2019 roku przez Eduarda Jendeka i Wasilija Griebiennikowa na łamach Zootaxa. Jako miejsce typowe wskazano górę Phou Pane w okolicy Payakumbuh w Laosie.
Chrząszcz o wrzecionowatym w zarysie ciele długości 4,3–4,4 mm. Wierzch ciała jest jednolicie ubarwiony. Głowa wyposażona jest w oczy złożone o średnicy większej niż połowa szerokości ciemienia. Ciemię jest gęsto pomarszczone i ma głęboki pośrodkowy wcisk. Czułki mają piłkowanie zaczynające się od czwartego członu. Przedplecze jest poprzeczne, najszersze pośrodku; ma łukowaty i szeroki płat przedni na wysokości kątów przednich, wyraźnie łukowate brzegi boczne i rozwarte kąty tylne. Na powierzchni przedplecza występuje pełny wcisk środkowy i para wąskich, płytkich wcisków bocznych. Prehumerus ma formę nitkowatą. Boczne żeberka przedplecza są umiarkowanie zbieżne. Pokrywy są rozlegle owłosione i mają osobno wyostrzone wierzchołki. Przedpiersie ma szeroko i łukowato wykrojoną odsiebną krawędź płata i wgnieciony wyrostek międzybiodrowy o prawie równoległych bokach. Wyrostek międzybiodrowy zapiersia jest płaski. Odwłok ma niezmodyfikowany wciskami pierwszy z widocznych sternitów (wentryt) oraz łukowatą wierzchołkową krawędź pygidium. Genitalia samca cechują się lekko asymetrycznym i tępo zwieńczonym edeagusem.
Owad orientalny, endemiczny dla Laosu, znany tylko z lokalizacji typowej w prowincji Houaphan.